# Olena Voronina
Olena Voronina, född 5 maj 1990 i Charkiv, är en ukrainsk fäktare.
Voronina blev olympisk silvermedaljör i sabel vid sommarspelen 2016 i Rio de Janeiro.